# Limerick Sowjet

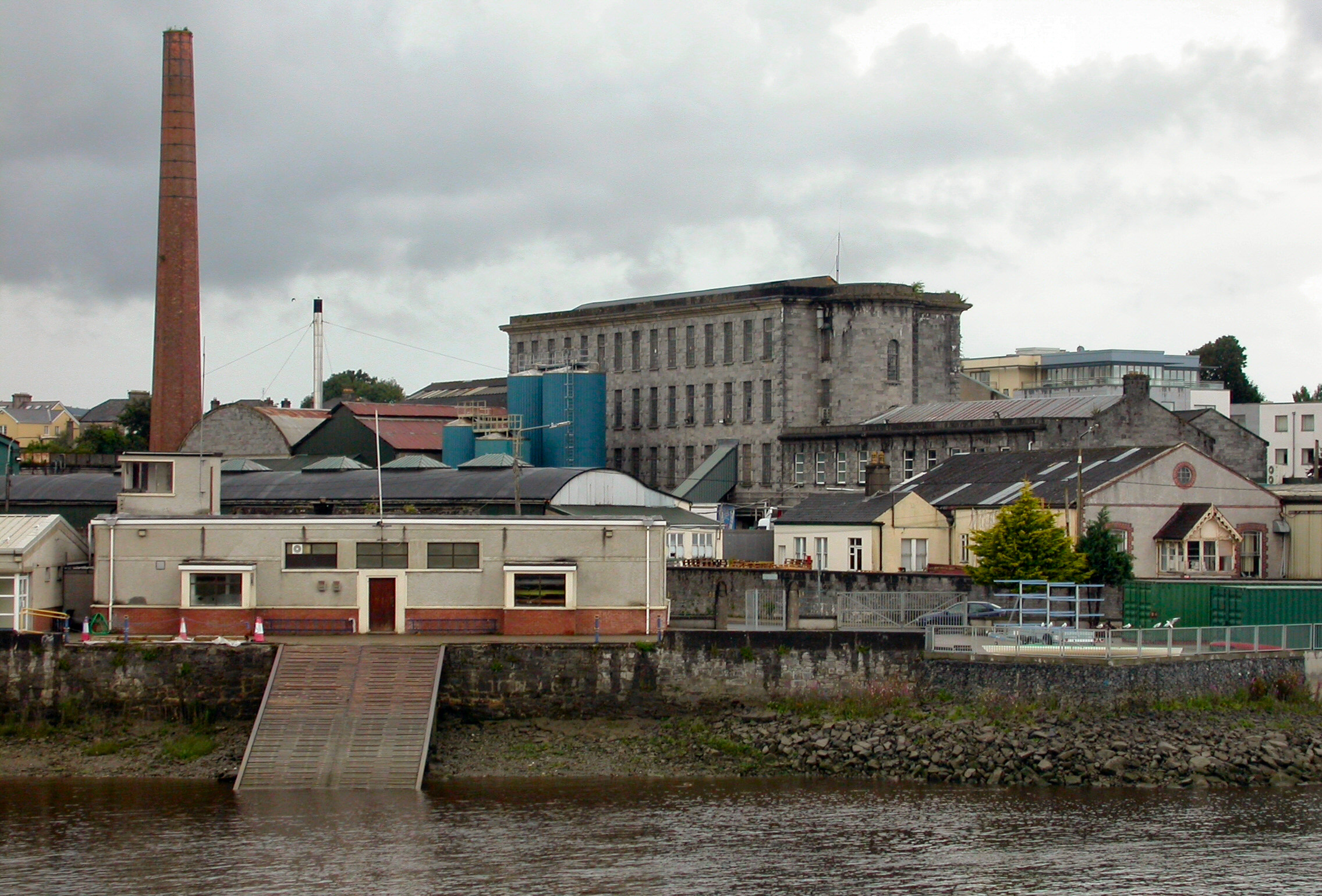
Molkerei „Cleeve's“, Trá Uí Cheallacháin, wo der Generalstreik am 15. April 1919 angefangen hat

Der Limerick Sowjet bezeichnet die Zeit vom 15. April bis 27. April 1919, in der die westirische Stadt Limerick unter Selbstverwaltung stand. Eine andere Bezeichnung ist der „Limerick-Generalstreik“.
Ausgangspunkt war eine Erklärung der britischen Regierung, die Stadt Limerick und weite Teile des Countys zu einer Special Military Area zu erklären. Um die Stadt betreten und verlassen zu dürfen, bedurfte es einer speziellen Genehmigung, welche von der irisch verwalteten Polizeibehörde Royal Irish Constabulary ausgestellt wurde. Dies bedeutete für viele Arbeiter, die jeden Tag nach Limerick zum Arbeiten gingen, eine starke Einschränkung. Viele empfanden dies nur als weitere Demütigung und Schikane der verhassten britischen Regierung.
Als Antwort wurde ein Generalstreik und ein Boykott der Britischen Armee ausgerufen. Im Laufe des Streiks wurden Fabriken von Arbeitern besetzt (insbesondere Lebensmittelfabriken wie zum Beispiel Bäckereien). Ein Streikkomitee organisierte die Verwaltung, besonders die Verteilung von Lebensmitteln. Es wurde eigenes Geld und Zeitungen gedruckt.
Nachdem die britische Armee die Situation weiter verschärfte, rief die Streikverwaltung am 27. April 1919 dazu auf, den Streik zwar weiter zu führen, jedoch immer wenn es zu einer direkten Konfrontation mit der britischen Besatzungsmacht kam, den Boykott aufzugeben. Damit nahm der Limerick Soviet faktisch sein Ende.
Die Aufmerksamkeit der Welt bekam der Limerick Sowjet, weil zufällig ausländische Journalisten in der Stadt waren, die einer Ost-West-Atlantiküberquerung im Flugzeug beiwohnen wollten, und von denen einer den Begriff erfand.